# 大中东地区
大中东地区（英語：The Greater Middle East）是美国乔治·W·布什政府于21世纪的前10年创建来描述穆斯林世界附近的国家，尤其是伊朗、土耳其、阿富汗和巴基斯坦的政治地理学名词。一些位于南高加索和中亚的国家有时也会包括进去。一些演说家会用此名词来形容全部以伊斯兰教（穆斯林）为主的国家，但这个说法不具有普遍性。大中东地区有时也会称为新中东地区（英語：The New Middle East）或大中东计划（英語：The Greater Middle East Project）
这个拓展名词来自美国政府2004年的G8峰会的准备工作，作为彻底改变西方世界应对中东问题方式的提案的一部分。

## 大中东地区所包含的国家和地区
- 阿富汗伊斯蘭酋長國
- 阿尔及利亚
- 巴林
- 賽普勒斯
- 埃及
- 伊朗
- 伊拉克
- 以色列
- 约旦
- 科威特
- 黎巴嫩
- 利比亞
- 毛里塔尼亚
- 摩洛哥
- 阿曼
- 巴基斯坦
- 巴勒斯坦國
- 沙烏地阿拉伯
- 索馬利蘭
- 苏丹
- 叙利亚
- 突尼西亞
- 土耳其
- 撒拉威阿拉伯民主共和國
- 北賽普勒斯
- 阿联酋
- 葉門

## 常与大中东地区有联系的国家
- 亞美尼亞
- 印度

参考资料来源： "America's War on the Greater Middle East, Andrew Bacevich (2016)"